# Peggy Mount
Margaret Rose "Peggy" Mount OBE, född 2 maj 1915 i Southend-on-Sea, Essex, död 13 november 2001 i London, var en brittisk skådespelerska.

## Rollista i urval
- 1956 – Sailor Beware!
- 1957 – Oss mördare emellan
- 1963 – Städligan
- 1966 – Hotel Paradiso
- 1977–1981 – You're Only Young Twice (TV-serie) (31 avsnitt)
- 1988–1989 – Doctor Who (TV-serie) (2 avsnitt)
- 1991 – Prinsessan och de onda trollen (röst)
- 1991 – Casualty (TV-serie) (1 avsnitt)
- 1991 – Kommissarie Morse (TV-serie) (1 avsnitt)